# Vérines
Vérines és un municipi francès situat al departament del Charente Marítim i a la regió de la Nova Aquitània. L'any 2007 tenia 1.711 habitants.

## Demografia

### Població
El 2007 la població de fet de Vérines era de 1.711 persones. Hi havia 615 famílies de les quals 96 eren unipersonals (48 homes vivint sols i 48 dones vivint soles), 232 parelles sense fills, 276 parelles amb fills i 11 famílies monoparentals amb fills.
La població ha evolucionat segons el següent gràfic:
Habitants censats

### Habitatges
El 2007 hi havia 695 habitatges, 638 eren l'habitatge principal de la família, 18 eren segones residències i 39 estaven desocupats. 667 eren cases i 24 eren apartaments. Dels 638 habitatges principals, 532 estaven ocupats pels seus propietaris, 99 estaven llogats i ocupats pels llogaters i 8 estaven cedits a títol gratuït; 5 tenien una cambra, 15 en tenien dues, 74 en tenien tres, 165 en tenien quatre i 380 en tenien cinc o més. 544 habitatges disposaven pel capbaix d'una plaça de pàrquing. A 225 habitatges hi havia un automòbil i a 392 n'hi havia dos o més.

### Piràmide de població
La piràmide de població per edats i sexe el 2009 era:
| Homes | Edats   | Dones |
| ----- | ------- | ----- |
| 0     | 95 o +  | 0     |
| 0     | 90 a 94 | 4     |
| 4     | 85 a 89 | 12    |
| 4     | 80 a 84 | 4     |
| 16    | 75 a 79 | 16    |
| 20    | 70 a 74 | 12    |
| 24    | 65 a 69 | 16    |
| 44    | 60 a 64 | 32    |
| 16    | 55 a 59 | 28    |
| 64    | 50 a 54 | 40    |
| 60    | 45 a 49 | 72    |
| 32    | 40 a 44 | 44    |
| 60    | 35 a 39 | 48    |
| 52    | 30 a 34 | 68    |
| 64    | 25 a 29 | 68    |
| 36    | 20 a 24 | 12    |
| 44    | 15 a 19 | 32    |
| 36    | 10 a 14 | 76    |
| 64    | 5 a 9   | 64    |
| 24    | 0 a 4   | 48    |

## Economia
El 2007 la població en edat de treballar era de 1.148 persones, 924 eren actives i 224 eren inactives. De les 924 persones actives 845 estaven ocupades (439 homes i 406 dones) i 79 estaven aturades (38 homes i 41 dones). De les 224 persones inactives 89 estaven jubilades, 72 estaven estudiant i 63 estaven classificades com a «altres inactius».

### Ingressos
El 2009 a Vérines hi havia 673 unitats fiscals que integraven 1.846,5 persones, la mediana anual d'ingressos fiscals per persona era de 18.691 €.

### Activitats econòmiques
Dels 68 establiments que hi havia el 2007, 1 era d'una empresa alimentària, 4 d'empreses de fabricació d'altres productes industrials, 22 d'empreses de construcció, 12 d'empreses de comerç i reparació d'automòbils, 2 d'empreses de transport, 3 d'empreses d'hostatgeria i restauració, 1 d'una empresa d'informació i comunicació, 2 d'empreses financeres, 3 d'empreses immobiliàries, 4 d'empreses de serveis, 9 d'entitats de l'administració pública i 5 d'empreses classificades com a «altres activitats de serveis».
Dels 25 establiments de servei als particulars que hi havia el 2009, 1 era una oficina de correu, 1 taller de reparació d'automòbils i de material agrícola, 2 paletes, 4 guixaires pintors, 3 fusteries, 5 lampisteries, 4 electricistes, 1 perruqueria, 2 restaurants i 2 agències immobiliàries.
Dels 5 establiments comercials que hi havia el 2009, 1 era una gran superfície de material de bricolatge, 2 botiges de menys de 120 m², 1 una fleca i 1 una peixateria.
L'any 2000 a Vérines hi havia 20 explotacions agrícoles que ocupaven un total de 1.456 hectàrees.

## Equipaments sanitaris i escolars
El 2009 hi havia una escola elemental integrada dins d'un grup escolar amb les comunes properes formant una escola dispersa.

## Poblacions més properes
El següent diagrama mostra les poblacions més properes.